# Metaegle
Metaegle is een geslacht van vlinders van de familie uilen (Noctuidae), uit de onderfamilie Hadeninae.

## Soorten
- M. pallida Staudinger, 1891
- M. subfumata Staudinger, 1891